# Tomisław Morawski
Tomisław Marian Morawski (ur. 31 lipca 1881 w Rudniczysku, zm. 17 marca 1946 w Tuluzie) – polski inżynier górniczy, działacz gospodarczy.

## Życiorys
Syn Konstantego Wojciecha Morawskiego, kierownika gorzelni i Walerii z domu Boruckiej.
Ukończył gimnazjum w  Ostrowie Wielkopolskim. W latach 1901–1904 studiował na Bergakademie we Freibergu, uzyskując dyplom inżyniera górniczego i mierniczego. Podczas studiów odbywał praktyki w kopalniach saskich, w Zagłębiu Saary i w Chorzowie. Brał w tym czasie udział w działalności polskiego Stowarzyszenia Akademickiego „Sarmatia”. Po odbyciu służby wojskowej, pracował jako sztygar w kopalni węgla kamiennego „Rheinelbe” w Gelsenkirchen, skąd przeszedł do spółki „Eintracht” w Neu-Welzow zarządzającej kopalnią węgla brunatnego i elektrownią. W latach 1912–1919 (z przerwą wojenną) był dyrektorem kopalni „Stadt Görlitz” w Kohlfurt (dziś Węgliniec).
W 1919 roku przeszedł do pracy w Ministerstwie Przemysłu i Handlu w Warszawie, gdzie był kierownikiem Wydziału Spraw Śląskich, a później do końca roku 1920 dyrektorem Głównej Dyrekcji Państwowych Zakładów Górniczych i Hutniczych.
Brał udział w wojnie polsko-radzieckiej. W roku 1921 przerwał pracę z powodu choroby.
W latach 1922–1924 był wiceprezesem Wyższego Urzędu Górniczego w Katowicach, zajmował się między innymi tematyką ochrony przeciwwybuchowej w kopalniach oraz poprawą wydajności pracy w górnictwie.
W latach 1924–1931 pracował jako generalny dyrektor Spółki Akcyjnej „Lignoza” w Katowicach. Jako reprezentant tej spółki był członkiem zarządu Związku Przemysłu Chemicznego, którą to funkcję złożył w grudniu 1931 roku, w związku z objęciem funkcji dyrektora generalnego Rybnickiego Gwarectwa Węglowego oraz Gwarectwa Węglowego Charlotte (od czasu fuzji obu gwarectw), którą sprawował do wybuchu wojny.
Pełnił funkcje wiceprezesa, a od 25 lutego 1938 jednego z trzech prezesów Unii Polskiego Przemysłu Górniczo-Hutniczego, wiceprezesa Komitetu Wykonawczego Polskiej Konwencji Węglowej. Był członkiem zarządu Izby Przemysłowo-Handlowej w Katowicach, powołanym w 1932 roku przez Ministra Przemysłu i Handlu na funkcję członka Rady przybocznej Izby, prezesem rad nadzorczych i technicznych spółek węglowych.
Był członkiem Stowarzyszenia Polskich Inżynierów Górniczych i Hutniczych gdzie przewodniczył komisji do spraw zatrudnienia inżynierów oraz Polskiego Stowarzyszenia Inżynierów i Techników Województwa Śląskiego. Wraz z prezesem Wyższego Urzędu Górniczego Zygmuntem Malawskim opracowali „Niemiecko-polski popularny słownik górniczy”. Był członkiem zwyczajnym Instytutu Śląskiego w Katowicach.
Był filistrem honorowym korporacji Silesia.
W 1937 roku otrzymał tytuł doktora nauk technicznych honoris causa Akademii Górniczej w Krakowie za wybitne zasługi dla polskiego przemysłu górniczego. Podczas tej samej ceremonii analogiczny tytuł otrzymał Michał Grażyński.
We wrześniu 1939 roku wyjechał wraz z żoną i córką, przez Rumunię do Francji, gdzie zamieszkał w Tuluzie i pracował w tamtejszym Czerwonym Krzyżu.

## Ordery i odznaczenia
- Krzyż Oficerski Orderu Odrodzenia Polski (18 listopada 1930)[23]
- Złoty Krzyż Zasługi (4 maja 1929)[24]